# Йомсборг

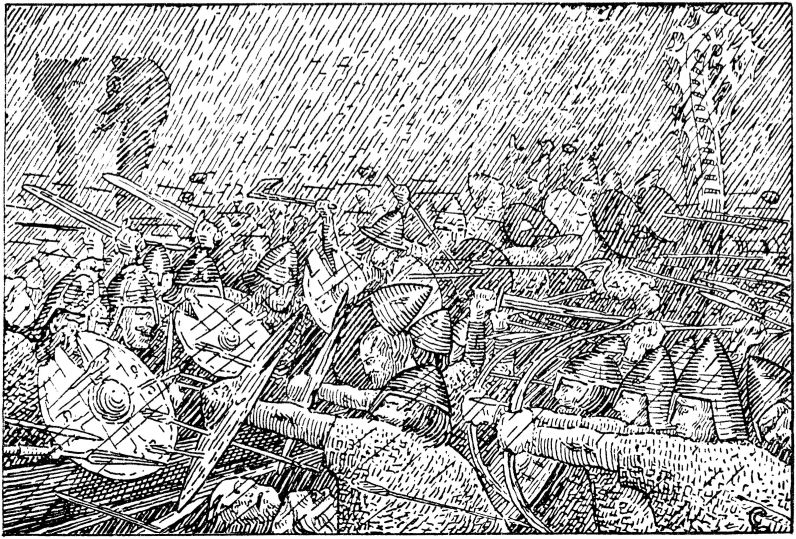
Йомсборгские викинги в сражении в заливе Хьёрунгаваг. Художник Хальвдан Эгедиус.

Йомсборг — крепость полулегендарного военного братства йомсвикингов, существовавшая в период между 960 и 1043 годами в устье Одера.

## Происхождение названия
Согласно «Саге о йомсвикингах», крепость была основана в X веке викингом Палнатоки где-то на побережье Балтийского моря, в устье Одера, земле балтийских славян, конкретно — в области Йом (Jom), выделенной ему местным «конунгом» Бурицлавом (Болеславом?). Согласно «Саге о Кнютлингах», её основал в той же местности датский конунг Харальд Синезубый.
Происхождение топонима Jom является предметом дискуссий среди исследователей. Так, датский археолог первой пол. XX в. С. Ларсен возводил его к славянскому «яма», отмечая крутизну берегов в устье Одера, польский филолог Миколай Рудницкий — к поморскому jama («залив»), а польские историки Герард Лябуда, Владислав Филиповяк и Лешек Слупецкий — к балтскому juma (лат.), juom (лив.), или jum (эст.), со значением «отмель», «коса».

## Местоположение
Существование Йомсборга пока не подтверждено научными данными, тем не менее, в свете обнаружения остатков хорошо укреплённых военных лагерей, такая возможность учёными не исключается. Высказывались предположения, что Йомсборгом может быть поселение, обнаруженное в устье Одера близ нынешнего Волина (Польша), но находки в нём слишком скромны, чтобы допустить подобную идентификацию (ср. Винета).

Если Йомсборг всё же не чистая фантазия, — писал профессор Кардиффского университета Гвин Джонс, — он располагался, вероятно, в устье Одера, точнее, его восточного рукава — Дзивны, там, где сейчас стоит маленький городок Волин, Юмне Адама Бременского. Вопреки уверениям Адама, Волин, конечно, никогда не был «самым большим городом Европы» и в окрестностях его не найдено ни гавани на 360 больших кораблей, ни останков крепости (если не считать таковыми расположенный неподалёку холм Сильберберг). Однако археологические находки свидетельствуют о том, что население города было смешанным скандинавско-славянским.

## История и значение
Согласно сагам, Йомсборг был крупной крепостью, где имелась обширная гавань, которая могла вместить одновременно 360 больших кораблей. Отсюда викинги совершали набеги на Норвегию, Швецию, Англию, Данию и другие страны.
После того как йомсборгские викинги потерпели в 986 году поражение от норвежского ярла Хакона, стремившегося избавиться от датского верховенства, Йомсборг утратил значительную часть своего влияния, однако продолжал оставаться независимым опорным пунктом викингов вплоть до 40-х годов XI в., когда он был захвачен норвежским конунгом Магнусом Добрым.

## О йомсвикингах
Йомсборг был главной базой общины йомсвикингов, в которой поддерживалась строжайшая дисциплина и куда не допускались женщины. Среди викингов Йомсборга не было людей моложе 18 лет и старше 50. Воинам запрещалось отлучаться из крепости более чем на три дня. Все они подчинялись закону мести за павшего собрата. Величайшим позором для викинга из Йомсборга считалось проявить трусость или не передать захваченную добычу в распоряжение общины, которая должна была делить добытое в бою между всеми воинами. Между викингами запрещались какие-либо свары. Нарушителей принятого в Йомсборге обычая изгоняли из общины.